# Hemithea tranquilla
Hemithea tranquilla är en fjärilsart som beskrevs av Louis Beethoven Prout 1935. Hemithea tranquilla ingår i släktet Hemithea och familjen mätare. Inga underarter finns listade i Catalogue of Life.